# 迪林斯多夫
迪林斯多夫（法語：Durlinsdorf，法語發音：[dyʁlinsdɔʁf] ⓘ）是法国上莱茵省的一个市镇，属于阿尔特基什区。

## 地名
由于语源问题，该地名Durlinsdorf拼读方式不符合法语正字法，其标准发音为[dyʁlinsdɔʁf]，根据实际发音其应译作“迪林斯多夫”，《世界地名翻译大辞典》与《世界地名译名词典》将其纯按法汉译音表误译作“迪兰斯多夫”。

## 地理
迪林斯多夫（47°29'9"N, 7°14'27"E）面积7.78 平方千米，位于法国大東部大區上莱茵省，该省份为法国东部内陆省份，是阿尔萨斯的一部分，今与下莱茵省组成了阿尔萨斯欧洲集体，其北临下莱茵省，西接孚日省，西南接贝尔福地区省，东侧沿莱茵河与德国相望，南与瑞士接壤。
与迪林斯多夫接壤的市镇（或旧市镇、城区）包括：莫斯拉尔格、本多夫、默尔纳克、温克尔、利布斯多夫、普费特鲁斯。
迪林斯多夫的时区为UTC+01:00、UTC+02:00（夏令时）。

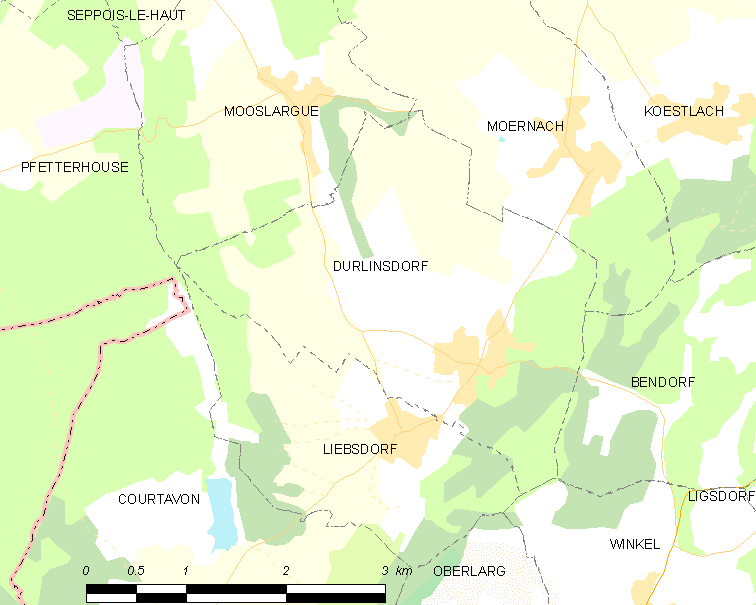
迪林斯多夫的OSM定位图

## 行政
迪林斯多夫的邮政编码为68480，INSEE市镇编码为68074。

## 政治
迪林斯多夫所属的省级选区为阿尔特基什县。

## 人口

1962-2008年间迪林斯多夫人口变化图示

迪林斯多夫于2022年1月1日时的人口数量为516人。